# Beyarslania
Beyarslania (лат.) — род мелких наездников подсемейства Microgastrinae из семейства Braconidae (Ichneumonoidea).

## Распространение
Африка (ЮАР).

## Описание
Мелкие паразитические наездники. От близких родов отличается коротким гипопигием, яйцеклад короче задней голени; первый тергит вдвое длиннее своей ширины, второй тергит субтреугольный. Латеральные лунулы скутеллюма отсутствуют. Жгутик усика 16-члениковый. Нижнечелюстные щупики 5-члениковые, нижнегубные щупики состоят из 3 сегментов. Дыхальца первого брюшного тергиты находятся на латеротергитах. Биология неизвестна (данные о хозяевах для этого рода в настоящее время отсутствуют), но предположительно паразитируют на гусеницах бабочек.
Род был первоначально описан Мейсоном (1981) как Xenogaster (на основании типового вида Apanteles insolens (Wilkinson 1930)), но позднее было установлено, что это название является младшим омонимом жука Xenogaster Wasmann, 1891 (Coleoptera) и, таким образом, впоследствии изменено на современное название (с 2009 года это Beyarslania). Принадлежит к подсемейству Microgastrinae.